# 梭德氏赤蛙
梭德氏赤蛙（學名：Rana sauteri）是棲息於台灣低海拔溪流的蛙屬兩棲動物，由於其棲息地因人類的農業與開墾而喪失，目前為瀕臨絕種的物種。

## 描述
梭德氏赤蛙 是一種中型大小的青蛙，雄蛙體長可達 35 mm（1.4英寸） ，雌蛙則達 47 mm（1.9英寸）。體型修長，體表為可能為棕色，紅棕色或深棕色。

## 保育
目前於新竹縣的橫山鄉大山背，有一個梭德氏赤蛙保育區。

## 延伸閱讀
- 臺灣保育物種列表
- 台灣兩棲動物列表

## 腳註
1. 1 2  Michael Wai Neng Lau, Chou Wenhao. . The IUCN Red List of Threatened Species 2004.   [2018-07-27] （英语）.
2. ↑  Fei, L. . Zhengzhou: Henan Press of Science and Technology. 1999: 170. ISBN 7-5349-1835-9 （中文）.
3. ↑  Lue, Kuang-Yang. . BiotaTaiwanica.   [26 March 2014]. （原始内容存档于2016-03-04）.
4. ↑  .   [2018-12-28]. （原始内容存档于2018-12-28）.